# Montemolín
Montemolín è un comune spagnolo di 1 647 abitanti situato nella comunità autonoma dell'Estremadura.